# Dysbatus trisecta
Dysbatus trisecta là một loài bướm đêm trong họ Geometridae.